# Анселмо Кентерберијски
Анселмо Кентерберијски (енгл. Anselm of Canterbury; 1033 — 21. април 1109) је био италијански средњовековни филозоф, теолог и надбискуп од Кентерберија од 1093. до 1109. године.
Сматра се оснивачем схоластике, а чувен је и по онтолошком аргументу о постојању Бога. Отворено се супростављао крсташким ратовима.

## Детињство и младост
Рођен је у Аости у краљевини Бургундији. Сада је то главни град Долине Аоста у северној Италији. Потиче из богате племићке породице. Отац му је рођен у Ломбардији и по свој прилици био је грубе и насилне природе. Мајка му је дала религиозно образовање. У петнаестој години пожелео је да оде у манастир, али отац му није допуштао. Разочаран, оболео је психосоматски, а када се опоравио једно време напустио је школу и предао се лагодном животу. Тада му умире мајка, а пошто очеву грубост није могао више да подноси, напустио је кућу 1059, прешао је Алпе и тумарао Бургундијом и Француском. До Нормандије је дошао јер га је привлачила слава Ланфранка, приора бенедиктинске опатије у Беку. Пошто је неко време провео у Авраншу 27. години одлази у манастир.

## Године у опатији у Беку
Три године касније када је Ланфранк постао опат у Кану, Анселмо је постао приор у Беку. Приор је био 15 година, све до 1078., када је умро оснивач и први опат Бака Херлуин. Анселмо је тада постао опат. Под његовим водством Бек је постао центар изучавања. Током тих мирних година Анселмо је написао своје прво филозофско дело Монологион и Прослогион. После тога следили су Дијалози о истини, Слободна воља и Пад ђавола.
У међувремену манастир је постао и богатији и чувенији. Након Норманског освајања Енглеске манастир је добио велико имање у Енглеској. Дужност Анселма је била да посећује повремено то имање. Ланфранк је постао надбискуп од Кентерберија. После Лафранкове смрти краљ Вилијам II је преузео имовину цркве и није вршио нова именовања. Оклевао је да постави новог надбискупа, јер је са претходним имао проблема. Тек је 1093. именовао новог надбискупа од Кентерберија Анселма.

## Надбискуп од Кентерберија
Као услов да задржи дужност Анселмо је захтевао да краљ врати сва одузета црквена имања и да призна папу Урбана II, који је тада био у сукобу са антипапом Клементом III. Краљ је само деломично пристао да врати имања. Анселмо је сматрао да мора од папе добити пал да би могао ваљано освештати град. Краљ то није одобравао, па је Анселмо сазвао велики скуп свештеника. Они су сматрали да мора послушати краља. Енглески свештеници су финансијски зависили од краља, па су били на његовој страни. Краљ Вилијам II је у међувремену успео да се помири са папом.
Након годину дана поново су избиле нове невоље са краљем. Анселмо је тражио краљево одобрење да иде у Рим да се саветује. Краљ му је то једва дозволио, па је Анселмо октобра 1097. кренуо за Рим. Вилијам II је одмах преузео црквене приходе.
На великом концилу у Барију Анселмо је бранио доктрину о Светом духу, по чему се Католичка црква разликовала од Православне. Када се Анселмо покушао вратити у Енглеску, краљ му није дозвољавао.

## Сукоби са краљем Хенријем I
Када је Вилијам II убијен 1100, Хенри I је постао краљ и одмах је позвао Анселма у Енглеску. Хенри I је исто захтевао да Анселмо од њега прими положај и место надбискупа од Кентерберија.